# Rally del Paraguay
Il Rally del Paraguay è un evento del Mondiale Rally. Il rally ha luogo nel Dipartimento di Itapúa.

## La storia
Il rally era in precedenza una prova del campionato di rally sudamericano Codasur e del campionato paraguaiano: il Campeonato Nacional Paraguayo. La competizione ha avuto luogo per la prima volta nel 1981 e si svolge ancora oggi con interruzioni. Per l'anno 2025, il rally ha ricevuto per la prima volta lo status di ospitare un round del Campionato del mondo Rally (WRC) ed è stato aggiunto al calendario come decimo evento.
L'organizzatore ha firmato un contratto pluriennale, rendendo il Paraguay il trentottesimo paese ad ospitare una gara del Campionato del mondo. Il rally si svolge esclusivamente su strade sterrate; il parco assistenza sarà costruito a Encarnación.

## Albo d'oro
| Anno | Denominazione                   | Vincitori                             | Auto                   | Scuderia                            | Validità              |
| ---- | ------------------------------- | ------------------------------------- | ---------------------- | ----------------------------------- | --------------------- |
| 2024 | 1° Petrobras Rally del Paraguay | Marco Bulacia Wilkinson Diego Vallejo | Volkswagen Polo GTI R5 | ABR South America by MG Rally Works | Campionato paraguagio |